# Liliana Bernardo
Liliana Bernardo (Cosenza, 18 de mayo de 1961) es una botánica, profesora, taxónoma, conservadora y exploradora italiana.

## Carrera
En 1985, obtuvo la licenciada en Ciencias Biológicas de la Universidad de Calabria, en diciembre de 1985 con 110/110 cum laude.
Desarrolla actividades académicas y científicas en el Museo de historia natural de Calabria y en el Jardín Botánico de la Universidad de Calabria, ambos de la Universidad de Calabria.

## Algunas publicaciones
- Lorenzo Peruzzi, giovanni Astuti, angelino Carta, francesco roma-Marzio, david Dolci, franco Caldararo, fabrizio Bartolucci, liliana Bernardo. 2015. Nomenclature, morphometry, karyology and SEM cypselae analysis of Carduus brutius (Asteraceae) and its relatives. Phytotaxa 202 (4): 237 – 249. Resumen y referencias.

- domenico Gargano, giuseppe Pellegrino, liliana Bernardo. 2015. Genetic and fitness consequences of interpopulation mating in Dianthus guliae Janka: conservation implications for severely depleted and isolated plant populations. Conservation Genetics 16 (5): 1127

- ----------------------, giuseppe Fenu, piero Medagli, saverio Sciandrello, liliana Bernardo. 2009. Thorny burnet (Sarcopoterium spinosum L.) in a Roman shipwreck off the Israeli coast and the role of non-timber shrubs in ancient Mediterranean ships. Environmental Archaeology 14 (2): 163 - 175.

- ----------------------, teresa Gullo, liliana Bernardo. 2009. Do inefficient selfing and inbreeding depression challenge the persistence of the rare Dianthus guliae Janka (Caryophyllaceae)? Influence of reproductive traits on a plant's proneness to extinction. Plant Species Biology 24 (2): 69 – 76. doi: 10.1111/j.1442-1984.2009.00239.x

- ----------------------, francesca Bellusci, giuseppe Pellegrino, anna maria Palermo, liliana Bernardo, aldo Musacchio. 2009. The Conservation Perspectives and Value of Small and Isolated Plant Populations: Preliminary Clues for Gentianella crispata (Gentianaceae) at the Western Boundary of Its Range. Annales Botanici Fennici 46 (2): 115 - 124 doi: http://dx.doi.org/10.5735/085.046.0206

- ----------------------, giuseppe Fenu, piero Medagli, saverio Sciandrello, liliana Bernardo. 2007. The status of Sarcopoterium spinosum (Rosaceae) at the western periphery of its range: Ecological constraints lead to conservation concerns. Israel J. of Plant Sci. 55 (1): 1 - 13.

- marcello Tomaselli, liliana Bernardo, nicodemo Passalacqua. 2003. The Vegetation of the Ranunculo-Nardion in the Southern Apennines (S. - Italy). Phyton 43 (1): 39 - 57.

- aldo Musacchio, giuseppe Pellegrino, liliana Bernardo, nicodemo giuseppe Passalacqua, giuliano. 2000. Cesca On the taxonomy and distribution of Paeonia mascula s.l. in Italy based on rDNA ITS1 sequences. Plant Biosystems 134 (1): 61 - 66. DOI:10.1080/11263500012331350355

- liliana Bernardo, giovanni Maiorca. 1996. The vascular flora of the Cassano Structural High (NE Calabria, Italy). Giornale botanico italiano 130 (2-3): 531 - 556.

### Libros
- liliana Bernardo, d. Puntillo. 2002. Le orchidee spontanee della Calabria. Castrovillari: Edizioni Prometeo, 227 p.

- ---------------------. 2000. Fiori e piante del Parco del Pollino. Castrovillari: Edizioni Prometeo, 264 p.

### Cap. de libros
- l. Peruzzi, g. Domina, f. Bartolucci, g. Galasso, s. Peccenini, f.m. Raimondo, a. Albano, a. Alessandrini, e. Banfi, g. Barberis, l. Bernardo, m. Bovio, s. Brullo, g. Brundu, a. Brunu. 2015. An inventory of the names of vascular plants endemic to Italy, their loci classici and types. Phytotaxa: 196: 1 – 217. http://dx.doi.org/10.11646/phytotaxa.196.1.1

- nicola m.g. Ardenghi, liliana Bernardo. 2015. Notulae 252. Vitis ×koberi Ardenghi, Galasso, Banfi & Lastrucci, 253. Vitis labrusca L. En g. Galasso, c. Nepi, g. Domina, g. Peruzzi (eds.) Notulae alla Flora esotica d’Italia 12 (244 - 287).

- liliana Bernardo, f. Bartolucci, f. Caldararo, l. Peruzzi. 2014. Analisi morfometrica delle relazioni tra Carduus brutius (Asteraceae) e taxa affini. En Peruzzi, L. & Domina, G. (eds.) Floristica, Sistematica ed Evoluzione. Società Botanica Italiana, Firenze, p. 31–32

- --------------------, f. Caldararo, l. Peruzzi. 2013. Indagini tassonomiche su Carduus affinis subsp. brutius: dati preliminari. En Peccenini, S. & Domina, G. (eds.) Contributi alla ricerca floristica in Italia. Società Botanica Italiana, Firenze, p. 41–42.

- --------------------, n.g. Passalacqua, l. Peruzzi. 2010. Notulae 1738–1749. In: Nepi, C., Peccenini, S. & Peruzzi, L. (eds.) Notulae alla checklist della Flora vascolare Italiana, 10. Informatore Botanico Italiano 42: 529 – 532.

## Honores

### Membresías
- Società Botanica Italiana,
- Società Italiana di Scienze della Vegetazione.[2]

- La abreviatura «Bernardo» se emplea para indicar a Liliana Bernardo como autoridad en la descripción y clasificación científica de los vegetales.[5]